# (19718) Albertjarvis
(19718) Albertjarvis (1999 VF2) – planetoida z pasa głównego asteroid okrążająca Słońce w ciągu 4,21 lat w średniej odległości 2,6 j.a. Odkryta 5 listopada 1999 roku.